# María Antonieta de Austria-Toscana
María Antonieta de Austria-Toscana (Florencia, 10 de enero de 1858 - Le Cannet, 13 de abril de 1883) fue una princesa ítalo-austríaca del siglo XIX.
Fue escritora y publicó distintas obras en lengua alemana bajo el seudónimo de Arno, utilizado por el río homónimo.

## Biografía

### Primeros años
Era hija del entonces gran príncipe heredero de Toscana, Fernando, y de su esposa, la princesa Ana María de Sajonia. Sus abuelos maternos fueron el rey Juan I de Sajonia y la princesa Amalia Augusta de Baviera, hija del rey Maximiliano I de Baviera. Su nacimiento fue celebrado con gran júbilo en la capital toscana y se ordenaron fiestas públicas para solemnizarlo.
Sufrió en su más tierna infancia dos grandes desgracias: la pérdida de su madre en febrero de 1859, debido a las complicaciones de un aborto provocado por la fiebre tifoidea. Más tarde ese mismo año en abril, su familia tuvo que abandonar la Toscana tras algunos levantamientos a favor de la unificación italiana, el 21 de julio su padre sucedió a su abuelo, Leopoldo II, como gran duque, y posteriormente el exilió tras la anexión del Gran Ducado de Toscana al Reino de Cerdeña en 1860. Desde entonces la familia residió en Salzburgo. En 1868, su padre se casó con la princesa Alicia de Borbón-Parma, fruto del cual tendría diez medios hermanos.

### Vida posterior y muerte
El 14 de noviembre de 1879 fue nombrada por el emperador Francisco José I de Austria, abadesa de la Institución de Damas Nobles del Castillo de Praga. Este cargo era ocupado por una archiduquesa de Austria soltera y resultaba de gran prestigio. Hubo algunos rumores de un romance con el príncipe heredero Rodolfo de Austria. También se especuló si matrimonio con Alejandro, príncipe de Bulgaria.
Durante toda su vida tuvo una frágil salud y en busca de un clima más benigno se trasladó a Cannes en noviembre de 1882. En esta ciudad vivió en el cercano municipio de Le Cannet, donde murió finalmente en abril de 1883, a la edad de 25 años. Debido a su temprana muerte nunca se casó ni tuvo hijos.

## Títulos, órdenes y empleos

### Títulos
- 10 de enero de 1858 - 13 de abril de 1883: Su Alteza Imperial y Real la archiduquesa María Antonieta de Austria, princesa de Toscana.[7]

### Órdenes
- Dama de primera clase de la Orden de la Cruz Estrellada.[7] ( Imperio austríaco)

### Cargos
- Abadesa de la Institución de Damas Nobles del Castillo de Praga.[7]